# Барбур (округ, Західна Вірджинія)
Шаблон:StateAbbr_ 39°08′ пн. ш. 80°00′ зх. д. / 39.13° пн. ш. 80° зх. д.
Округ Барбур (англ. Barbour County) — округ (графство) у штаті Західна Вірджинія, США. Ідентифікатор округу 54001.

## Історія
Округ утворений 1843 року.

## Демографія
За даними перепису 2000 року загальне населення округу становило 15557 осіб, зокрема міського населення було 2715, а сільського — 12842. Серед мешканців округу чоловіків було 7646, а жінок — 7911. В окрузі було 6123 домогосподарства, 4367 родин, які мешкали в 7348 будинках. Середній розмір родини становив 2,94.
Віковий розподіл населення поданий у таблиці:
| Стать    | До 15 років | 15-21 | 22-29 | 30-39 | 40-49 | 50-65 | 65-85 | Понад 85 |
| -------- | ----------- | ----- | ----- | ----- | ----- | ----- | ----- | -------- |
| Чоловіки | 1549        | 807   | 753   | 1009  | 1128  | 1396  | 913   | 91       |
| Жінки    | 1349        | 800   | 730   | 1076  | 1171  | 1369  | 1172  | 244      |

## Суміжні округи
- Тейлор — північ
- Престон — північний схід
- Такер — схід
- Рендолф — південний схід
- Апшер — південний захід
- Гаррісон — захід

## Виноски
1. ↑  U.S. Decennial Census. United States Census Bureau. Архів оригіналу за 26 квітня 2015. Процитовано 9 січня 2014.
2. ↑  Historical Census Browser. University of Virginia Library. Архів оригіналу за 11 серпня 2012. Процитовано 9 січня 2014.
3. ↑  Population of Counties by Decennial Census: 1900 to 1990. United States Census Bureau. Архів оригіналу за 3 червня 2013. Процитовано 9 січня 2014.
4. ↑  Census 2000 PHC-T-4. Ranking Tables for Counties: 1990 and 2000 (PDF). United States Census Bureau. Архів оригіналу (PDF) за 18 грудня 2014. Процитовано 9 січня 2014.
5. ↑  State & County QuickFacts. United States Census Bureau. Архів оригіналу за 6 липня 2011. Процитовано 9 січня 2014. [Архівовано 2011-06-07 у Wayback Machine.](англ.) Наведено за англійською вікіпедією.
6. ↑  American FactFinder. Бюро перепису населення США. Архів оригіналу за 26 лютого 2012. Процитовано 31 січня 2008. [Архівовано 2008-05-21 у Wayback Machine.]

| США | Це незавершена стаття з географії США. Ви можете допомогти проєкту, виправивши або дописавши її. |